# Bandera de Shetland

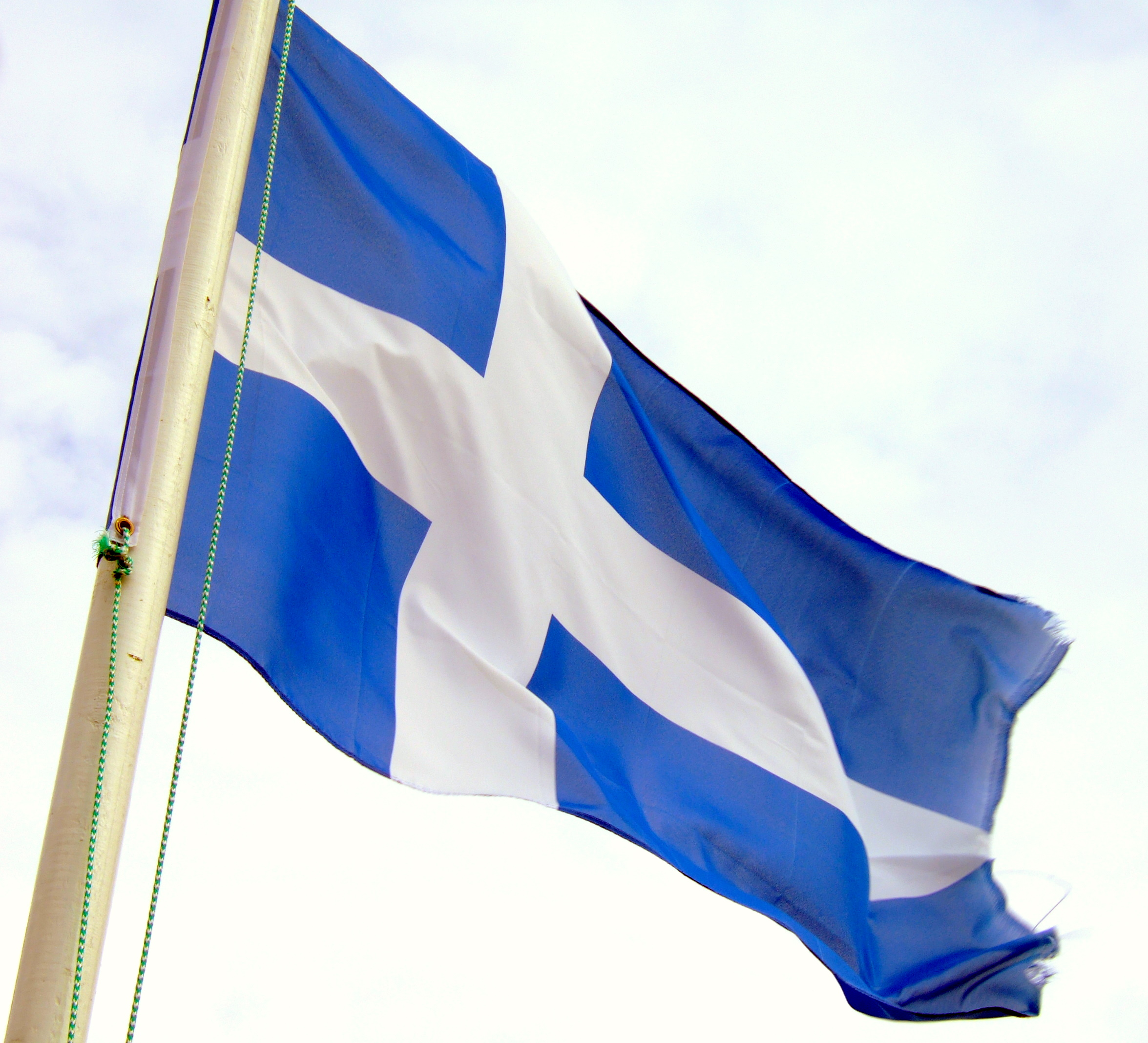
Bandera ondeando en Unst

La bandera de las Shetland fue diseñada por Roy Grönneberg y Bill Adams en 1969. Se creó extraoficialmente para conmemorar el 500 º aniversario de la transferencia de las islas por parte de Noruega al Reino de Escocia y los 500 años anteriores como parte de Noruega. 
Fue reconocida por Lord Lyon, la autoridad heráldica de Escocia, el 1 de febrero de 2005, justo a tiempo para los Juegos de las Islas de julio de 2005 en Shetland. La bandera fue oficialmente aprobada con una descripción por el Shetland Islands Council, el 13 de diciembre de 2006. Las proporciones de la cruz es 3:5, al igual que las banderas de los países nórdicos.
El pabellón utiliza los colores de la bandera de Escocia, pero con la forma de la cruz nórdica con el fin de simbolizar los lazos históricos y culturales de Shetland con la región nórdica.
- Datos: Q369618
- Multimedia: Flags of the Shetland Islands / Q369618